# محمد مانع
محمد مانع (انگلیسی: Mohamed Manaâ؛ زادهٔ ۲۱ نوامبر ۱۹۶۴) بازیکن فوتبال اهل الجزایر بود.
وی همچنین در تیم ملی فوتبال الجزایر بازی کرده‌است.